# Lukas Burgstaller
Lukas Burgstaller (* 7. September 2002 in Linz) ist ein österreichischer Fußballspieler.

## Karriere
Burgstaller begann seine Karriere bei der Union Oberneukirchen. Zur Saison 2016/17 kam er in die AKA Linz, in der er fortan sämtliche Altersstufen durchlief.
In der Winterpause der Saison 2019/20 rückte er in den Kader seines Stammklubs FC Juniors OÖ. Im Mai 2020 erhielt er einen bis Juni 2021 laufenden Vertrag bei den Juniors. Sein Debüt in der 2. Liga gab er im Juni 2020, als er am 23. Spieltag jener Saison gegen den FC Blau-Weiß Linz in der zehnten Minute für Benjamin Wallquist eingewechselt wurde. Sein Debüt dauerte jedoch nicht lange; nach zwei Gelben Karten wurde er in der 49. Minute mit einer Roten Karte vom Platz gestellt.
Nach acht Zweitligaeinsätzen für die Juniors wechselte er im Februar 2021 auf Kooperationsbasis zum Regionalligisten FC Wels. Für diesen kam er allerdings aufgrund des COVID-bedingten Saisonabbruchs nicht zum Einsatz. Für die Juniors absolvierte er in der Saison 2021/22 nur eine Partie. Nach der Saison 2021/22 zog sich das Team aus der 2. Liga zurück, woraufhin Burgstaller es verließ.
Burgstaller wechselte dann zur Saison 2022/23 zu den viertklassigen SKN St. Pölten Juniors.